# Beatriz Gosta
Marta Bateira (Vila Nova de Gaia, 12 de setembro de 1982), mais conhecida por Beatriz Gosta, é uma comediante e rapper portuguesa conhecida também como M7.

## Carreira
Marta Bateira nasceu em Vila Nova de Gaia, em 1982. Na infância, considerava-se solitária, tímida e introspetiva, tendo frequentado os escuteiros e a catequese. Aos seis anos, foi confrontada com a morte da mãe. Na adolescência, mudou-se para o Porto e tirou, posteriormente, o curso de designer de moda.
Marta Bateira trabalhou numa empresa enquanto designer de moda. Porém, considerava-se frustrada a nível criativo e com pouca coragem para fazer avançar o projeto de rap enquanto M7. Foi a artista e amiga Capicua que a incentivou a contar as suas histórias em formato vídeo.  Capicua falou com André Tentúgal e Vasco Mendes, dois realizadores, a quem se juntou Vítor Ferreira, ilustrador ao vivo.
Em 2015, saiu então o primeiro episódio do vídeo blog quinzenal da personagem Beatriz Gosta, onde falava sobre sexo, relações humanas e humor do quotidiano para que todas as mulheres se sentissem mais orgulhosas da sua liberdade. Rapidamente alcançou um lugar de destaque, tendo passado a fazer parte de programas de rádio e televisão nos anos seguintes, onde alcançou maior notoriedade como humorista junto do grande público, que considera maioritariamente feminino e LGBTQIA+.
Em 2019, chegou aos palcos, com um espetáculo em formato de stand-up, Quem Acredita Vai, percorrendo Portugal de norte a sul.
Em 2020, foi argumentista e apresentou a série Beatriz Gosta Embaraçada, exibida no programa 5 para a Meia Noite da RTP1 onde falava das dificuldades da gestação e de ser mãe solteira.
Em 2021 participou no espectáculo Noites de Comédia com Herman José e Ana Garcia Martins. Nesse mesmo ano, Beatriz Gosta e o galego Javier Varela estrearam a apresentação da série Sem Fronteiras, uma coprodução RTP, SPI, TV Galiza e M Internacional Audiovisual que dava a conhecer diferentes lugares do norte de Portugal e da Galiza, Espanha, com nomes em comum.
Em 2023, Beatriz Gosta estreou um novo espetáculo, Resort. Em 2024 apresentou-se no primeiro palco Comédia do festival musical NOS Alive. 

## Ativismo
Em 2018 participou de uma campanha da APAV (Associação Portuguesa de Apoio à Vítima) contra a discriminação a pessoas LGBTQIA+, através de um vídeo de sensibilização, produzido por esta organização, e cofinanciada pelo Programa Direitos, Igualdade e Cidadania/ Justiça da União Europeia, com parceria da Polícia Judiciária e da Procuradoria-Geral da República, bem como a parceria associada da Comissão para a Cidadania e a Igualdade de Género e com outras organizações europeias parceiras.
Em 2020, apresentou, juntamente com Joana Barrios, a cerimónia de entrega dos Prémios Arco-Íris da ILGA Portugal, no Capitólio, em Lisboa, assinalando os 10 anos da conquista da igualdade no acesso ao casamento por parte de casais do mesmo género.
Em 2021, em parceria com a Associação Abraço, conduziu uma série de doze entrevistas para a série #sexocomsentido, por forma a educar e quebrar preconceitos relativos ao sexo e às doenças sexualmente transmissíveis.

## Televisão
- 2016 - A Única Mulher
- 2019 - Escola dos YouTubers - Episódio 3 - Magia de Natal
- 2020 - I Love Portugal - Episódio 2.4
- 2020 - Apresentou o episódio 5 do programa Novo Mundo Digital da RTP[24]
- 2020 - Beatriz Gosta Embaraçada na RTP1[25]
- 2021 - Sem Fronteiras na RTP[13]

## Música (como M7)
- 2009 - Martataca (mixtape) [26]
- 2013 - Participação em Capicua Goes West (Mixtape Vol. 2) com Capicua
- 2014 - Participação em Mão Pesada, single de Capicua do álbum Sereia Louca[27]

## Reconhecimento e prémios
- 2023 - Peça Vencedora da Edição de 2023 do Humorfest, dinamizado pelo Munícipio da Lagoa, com o espetáculo Resort.[28]

## Ligações Externas
- RTP | Os Filhos da Madrugada: Marta Bateira (2022)
- Martataca (mixtape)
- Beatriz Gosta no YouTube
- #SEXOCONSENTIDO no YouTube
- Beatriz Gosta (Des)Embaraçada no 5 Para a Meia Noite da RTP1